# 圣阿马鲁-达因佩拉特里斯
圣阿马鲁-达因佩拉特里斯是巴西圣卡塔琳娜州的一个市镇。总面积352.4平方公里，总人口17602人，人口密度49.9人/平方公里。